# HD 154857
HD 154857 é uma estrela na constelação de Ara. Com base em dados de paralaxe, do segundo lançamento do catálogo Gaia, está a uma distância de aproximadamente 207 anos-luz (63,6 parsecs) da Terra. Com uma magnitude aparente de 7,24, é invisível a olho nu.

## Propriedades
Esta estrela foi anteriormente classificada com um tipo espectral de G5V, o que indicaria que é uma estrela da sequência principal, mas suas características físicas como alta luminosidade e baixa gravidade superficial são mais consistentes com uma subgigante evoluída, com um tipo espectral de G2IV. HD 154857 tem uma massa estimada de 1,17 massas solares, raio de 2,10 raios solares e está brilhando com 4,4 vezes a luminosidade solar. Sua fotosfera tem uma temperatura efetiva de 5 740 K, dando à estrela a coloração amarelada típica de estrelas de classe G. Esta estrela possui uma baixa metalicidade, com um conteúdo de ferro equivalente a metade do conteúdo solar, e uma idade estimada de 5,8 bilhões de anos.

## Sistema planetário
Em 2004, foi publicada a descoberta de um planeta extrassolar orbitando HD 154857, detectado a partir de mudanças periódicas na velocidade radial da estrela (espectroscopia Doppler). Os autores notaram uma tendência linear na velocidade radial indicativa de um planeta adicional no sistema, com um período orbital longo. Em 2007, essa conclusão foi reforçada, mas os parâmetros do segundo planeta ainda pemaneciam desconhecidos. Em 2014, com vários anos de observação a mais, o planeta exterior já tinha completado uma órbita desde que as observações da estrela começaram, e sua existência finalmente foi confirmada.
Ambos os planetas do sistema são gigantes gasosos mais massivos que Júpiter, com massas mínimas de 2,24 e 2,58 vezes a massa de Júpiter. Orbitam a estrela a distâncias médias de 1,29 e 5,36 UA, com períodos de cerca de 409 e 3450 dias. A órbita do planeta mais externo é essencialmente circular, enquanto a do planeta interno tem uma alta excentricidade de 0,46. Simulações mostram que o sistema é estável a longo prazo.
| Planeta | Massa           | Semieixo maior (UA) | Período orbital (dias) | Excentricidade |
| ------- | --------------- | ------------------- | ---------------------- | -------------- |
| b       | >2,24 ± 0,05 MJ | 1,291 ± 0,008       | 408,6 ± 0,5            | 0,46 ± 0,02    |
| c       | >2,58 ± 0,16 MJ | 5,36 ± 0,09         | 3452 ± 105             | 0,06 ± 0,05    |